# Bathwick
Bathwick är en stadsdel i Bath, i distriktet Bath and North East Somerset, i grevskapet Somerset, i England. Stadsdelen hade 8 069 invånare år 2021. Bathwick var en civil parish fram till 1900 när blev den en del av Bath. Civil parish hade 4 714 invånare år 1891. Byn nämndes i Domedagsboken (Domesday Book) år 1086, och kallades då Wiche.